# Grecoarmeni
El grecoarmeni (també hel·lenoarmeni) és un ancestre hipotètic comú del grec i de l'armeni que és posterior a la llengua protoindoeuropea. El seu estatus és comparable amb el del grup italo-cèltic: cadascú és àmpliament considerat plausible sense ser acceptat com a establert communis opinio.
La hipotètica estapa protogrecoarmènia hauria de datar-se al tercer mil·lenni aC, escassament diferenciat del protoindoeuropeu tardà o el grecoarmeniarià.

## Història

### Relació amb el grec
La història s'origina de Holger Pedersen (1924), que va notar que el nombre de cognats lèxics grecoarmenis és més gran que les concordances entre l'armeni i altres llengües indoeuropees. Antoine Meillet (1925, 1927) va continuar investigant la concordança morfològica i fonològica, postulant que les llengües pares del grec i de l'armeni eren dialectes en proximitat geogràfica immediata a la llengua pare. La hipòtesi de Meillet va agafar popularitat a l'aparició de la seva Esquisse d'une grammaire comparée de l'arménien classique (1936). Solta (1960) 
no va tan lluny com per postular una estapa protogrecoarmènia, però conclu que considerant tant el lèxic com la morfologia, el grec és clarament el dialecte més proper a l'armeni. Hamp (1976:91) dona suport a la tesi grecoarmènia, anticipant fins i tot un temps «quan hauríem de parlar de hel·lenoarmeni» (volent postular una protollengua grecoarmènia). Clackson (1994:202) és també més reservat, sostenint que l'evidència positiva a favor d'un subgrup grecoarmeni no és conclusiva i tendeix a incloure l'armeni a un grup indoiranià.
L'avaluació de la hipòtesi està lligada a l'anàlisi del frigi, una llengua de la qual hi ha poques evidències. Mentre que del grec hi ha vestigis de temps molt primerencs, cosa que permet una reconstrucció segura d'una llengua protogrega que data del tercer mil·lenni aC, la història de l'armeni és opaca. Està lligada fortament amb les llengües indoiranianes. En particular, és una llengua satem.

### Protoarmeni
El testimoni més primerenc de la llengua armènia data del segle V (la traducció de la Bíblia de Mesrop Maixtots). La història anterior de la llengua no està clara i és un subjecte de molta especulació. És clar que l'armeni és una llengua indoeuropea, però el seu desenvolupament és opac, amb contactes amb el grec i l'indoiranià. Nakhleh, Warnow, Ringe, i Evans (2005) 
van comparar diversos métodes filogènics, i van trobar que cinc procediments (parsimònia màxima, compatibilitat màxima ponderada i no ponderada, unió de veïns i l'àmpliament criticada tècnica de Gray i Atkinson) donen suport al subgrup grecoarmeni.

### Subgrup balcànic
Un problema interrelacionat és si hi ha un subgrup «indoeuropeu balcànic» de l'indoeuropeu, que comprendria no sols el grec i l'armeni, sinó també l'albanès i possiblement algunes llengües mortes dels Balcans. S'ha argumentat aquesta teoria en diverses publicacions per part d'estudiosos com ara G. Neumann, G. Klingenschmitt, J. Matzinger o J. H. Holst. Aquest subgrup balcànic al seu cop està defensat pel mètode lèxico-estadístic de H. J. Holm.